# 慧妃 (康熙帝)
慧妃（けいひ、? - 1670年5月30日）は、清の康熙帝の側室。モンゴル・ホルチン部の出身。姓はボルジギト（博爾済吉特）氏（Borjigit hala）。康熙帝の祖母の孝荘皇太后と同族であるが、その再従兄弟の娘にあたる。

## 経歴

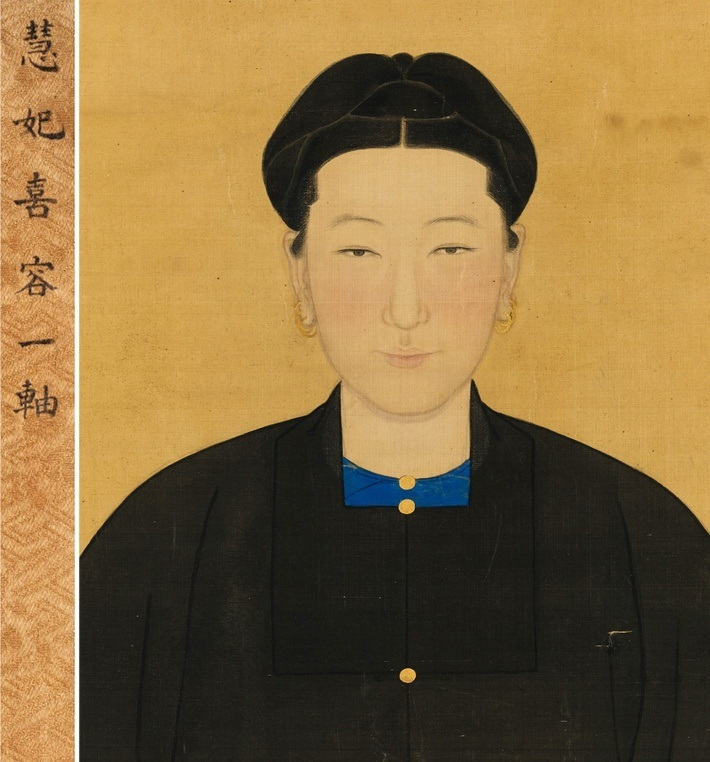
慧妃ボルジギト氏

幼いうちに将来の妃嬪として後宮に入った。康熙9年4月12日（1670年5月30日）、亡くなった。 翌月、慧妃を追贈された。

## 伝記資料
- 『清聖祖実録』
- 『清史稿』